# Cratere Merrill
Merrill è un cratere lunare di 56,99 km situato nella parte nord-orientale della faccia nascosta della Luna.